# Суперекуменізм
Суперекуменізм, релігійний плюралізм — релігійний рух, що прагне до уніфікації не тільки християнських конфесій (екуменізм), але і світових релігій в ім'я діалогу релігій. Відповідно до суперекуменічної релігії є позитивним та є шляхом людини до Бога, або до Вищої Істини. Світові релігії позитивні тим, що є носіями загальнолюдських цінностей. Немає релігії вище або нижче, вони сприяють духовному зростанню своїх послідовників. Суперекуменізм закликає відкинути фанатизм, нетерпимість, релігійну гординю, розподіл людей на християн, мусульман, буддистів, індусів, юдеїв тощо.

## Християнство і релігійний плюралізм
Язичницька римська імперія готова була включити Ісуса Христа у свій офіційний «пантеон» — нарівні з богами та божками інших племен (і статуя Христа дійсно в кінці III століття з'являється на деякий час в римському Пантеоні). Але християн (як ще раніше і євреїв) не влаштовував такий компроміс. Вони відмовилися від участі в державних релігійних церемоніях. Зокрема, відмовилися поклонятися імператорам як Богу. Відмова християн від релігійного «плюралізму» була покарана: імперія вступила в трьохсотрічну боротьбу з християнською Церквою.
Протягом трьох перших століть свого існування християнська церква протистояла спробам держави законодавчо нав'язувати своїм громадянам спосіб їх релігійного життя. Нетерпимістю і безкомпромісністю своїх переконань вона (церква християн) відвоювала право на свободу совісті, на терпимість держави до іновірства своїх громадян. Сотні християн були страчені через те що не хотіли вірити так вчила римська імперія.
В перші 8 століть християнська церква збиралась на Вселенські собори для того щоб виокремити канонічне вчення церкви від єресі і анафемацтвувати єретиків.